# Volkan Demirel
Volkan Demirel, ismert nevén Volkan (Isztambul, 1981. október 27. –) török labdarúgó, a Fenerbahçe SK kapusa.
2002-ben került a Fenerbahçe soraiba az isztambuli Kartalsporból, 2003. április 26-án, a Samsunspor elleni mérkőzésen mutatkozott be új csapata színeiben.
A 2008-as labdarúgó Európa-bajnokságon a Csehország elleni mérkőzés hosszabbításában Peter Fröjdfeldt kiállította.

## Sikerei, díjai
Fenerbahçe SK
- Türkcell Süper Lig, bajnok: 2003-04,  2004-05, 2006-07, 2010-11, 2013-14
- Török Szuperkupa-győztes: 2007, 2009, 2014,
- Török kupagyőztes: 2012, 2013

Törökország
- 2008-as labdarúgó-Európa-bajnokság: 3. hely

## Külső hivatkozások
- Hivatalos honlap (törökül) (angolul)
- Adatlap: fenerbahce.org (törökül)
- Adatlap: TFF.org (törökül)
- Adatlap: transfermarkt.de (németül)